# Grupa Sojuszu Komunistycznego
Grupa Sojuszu Komunistycznego – komunistyczna grupa w Europarlamencie istniejąca w latach 1973–1989. W jej skład wchodzili głównie deputowani z Francji i Włoch.
Grupa rozpadła się  25 lipca 1989, kiedy to podzieliła się na dwie grupy, „Left Unity” z 14 eurodeputowanymi i reformatorską „Group for the European United Left” (potem Zjednoczona Lewica Europejska – Nordycka Zielona Lewica) z 28 eurodeputowanymi.